# Barwena karaibska
Barwena karaibska (Mullus auratus) – gatunek morskiej ryby z rodziny barwenowatych (Mullidae).

## Występowanie
Zachodni Atlantyk od Nowej Szkocji po Gujanę, nie występuje na Bahamach, na północ od Florydy rzadka.
Występuje na głębokości 9–91 m (zazwyczaj od 10 do 60 m) nad dnem piaszczystym lub mulistym.

## Cechy morfologiczne
Osiąga średnio 16 cm długości (max. 25 cm u samców oraz 27 cm długości u samic przy 291 g masy ciała). Pysk krótki, przód głowy bardzo stromy, opada pod kątem ponad 60°. Zęby bardzo małe, nitkowate, występują tylko w szczęce dolnej. Na pierwszej parze łuków skrzelowych 21 wyrostków filtracyjnych, 6 na górze i 15 na dole. Wzdłuż linii bocznej 34–37 łusek. W płetwach grzbietowych 9 twardych i 8 miękkich promieni, w płetwie odbytowej 2 twarde i 6 miękkich promieni. W płetwach piersiowych 16–17 promieni.
Ubarwienie czerwone lub czerwonawe, na bokach 2 do 5 pionowych, niezbyt ostro zaznaczonych, żółtych pasów. Brzuch białawy. Na pierwszej płetwie grzbietowej 2 pasy – pomarańczowe do czerwonawych, tylna część płetwy czasami prawie czarna; na drugiej płetwie grzbietowej 4 lub 5 czerwonawych pasów. Płetwa ogonowa czerwonawa.

## Znaczenie
Ma niewielkie znaczenie w rybołówstwie, sprzedawana świeża, mięso uważane za bardzo smaczne.